# Korneuburg (huyện)
Huyện Korneuburg là một huyện ở Hạ Áo, Áo, giáp Viên về phía bắc.

## Các cộng đồng
- Bisamberg
  - Bisamberg
- Enzersfeld
  - Enzersfeld, Königsbrunn
- Ernstbrunn
  - Au, Dörfles, Ernstbrunn, Gebmanns, Klement, Lachsfeld, Maisbirbaum, Merkersdorf, Naglern, Simonsfeld, Steinbach, Thomasl
- Großmugl
  - Füllersdorf, Geitzendorf, Glaswein, Großmugl, Herzogbirbaum, Nursch, Ottendorf, Ringendorf, Roseldorf, Steinabrunn
- Großrußbach
  - Großrußbach, Hipples, Karnabrunn, Kleinebersdorf, Weinsteig, Wetzleinsdorf
- Hagenbrunn
  - Flandorf, Hagenbrunn
- Harmannsdorf
  - Harmannsdorf, Hetzmannsdorf, Kleinrötz, Lerchenau, Mollmannsdorf, Obergänserndorf, Rückersdorf, Seebarn, Würnitz
- Hausleiten
  - Gaisruck, Goldgeben, Hausleiten, Perzendorf, Pettendorf, Schmida, Seitzersdorf-Wolfpassing, Zaina, Zissersdorf
- Klein-Engersdorf
- Korneuburg
- Langenzersdorf
- Leitzersdorf
  - Hatzenbach, Kleinwilfersdorf, Leitzersdorf, Wiesen, Wollmannsberg
- Leobendorf
  - Leobendorf, Oberrohrbach, Tresdorf, Unterrohrbach
- Niederhollabrunn
  - Bruderndorf, Haselbach, Niederfellabrunn, Niederhollabrunn, Streitdorf
- Rußbach
  - Niederrußbach, Oberrußbach, Stranzendorf
- Sierndorf
  - Höbersdorf, Oberhautzental, Obermallebarn, Oberolberndorf, Senning, Sierndorf, Unterhautzental, Untermallebarn, Unterparschenbrunn
- Spillern
- Stetteldorf am Wagram
  - Eggendorf am Wagram, Inkersdorf, Starnwörth, Stetteldorf am Wagram
- Stetten
- Stockerau
  - Oberzögersdorf, Stockerau, Unterzögersdorf